# Страхов, Николай Николаевич (философ, 1852)
Никола́й Никола́евич Стра́хов (10 (22) апреля 1852, Гальчино, Можайский уезд, Московская губерния, Российская империя — 1928) — русский православный писатель, религиозный философ и педагог. Преподаватель Харьковской духовной семинарии. Исследовал вопросы методики преподавания в начальной школе.

## Биография
Родился 10 (22) апреля 1852 года в селе Галичине Елмановской волости Можайского уезда в семье священника Николая Николаевича Страхова и его жены Марии Григорьевны, крещён 12.04.1852. На 1862 отец Николая Страхова был священником Христорождественской церкви в селе Сокольникове Можайского уезда. В 1866—1872 обучался в Вифанской духовной семинарии, затем до 1876 года — в Московской духовной академии, которую окончил со степенью кандидата богословия. С 27 сентября 1876 преподавал философию, психологию и логику в Харьковской духовной семинарии, позже стал ещё читать курс дидактики. 14 октября 1896 года был утверждён в степени магистра богословия. В 1909 году стал инспектором Харьковской духовной семинарии.
Имел гражданский чин статского советника. Был действительным членом Харьковского отделения консервативной организации «Русское собрание», к столетию со дня смерти Иммануила Канта прочитал на заседании отделения доклад «Кант, как великий учитель нравственности, в связи с современными стремлениями к переоценке нравственных ценностей». Скончался в 1928 году.

## Научная деятельность
Николай Страхов писал философские, методико-теоретические и педагогические работы. Исследователь Александр Каплин отмечал весомый вклад Страхова в разработку методики преподавания в начальной школе. Изданная в 1882 году книга «Методика Закона Божия» была высоко оценена православными педагогами, в результате чего за первые восемнадцать лет с момента выхода она шесть раз переиздавалась, а в 1893 году была переведена на сербский язык.
Страхов написал большое количество статей, которые печатались в журналах «Вера и разум», «Церковноприходская школа», «Русская школа», «Народное образование» и других.
Даже современники часто путали его с полным тёзкой — петербургским философом-почвенником Николаем Николаевичем Страховым (1828—1896). В одной из своих последних статей — «О задачах истории философии», опубликованной в журнале «Вопросы философии и психологии», философ-почвенник критиковал увлечение историков философии материализмом. Основой статьи стал разбор двух работ его полного тёзки из Харькова: «Очерк истории философии с древнейших времен философии по настоящее время» (1893) и «Учение о Боге по началам разума (в общедоступном изложении» (1893). Рецензент отмечал, что количество упоминаемых в «Очерке» имён соразмерно с величиной произведения. «Одни только упомянуты, другие сопровождаются указаниями на жизнь и учение философов — всё это в объёме, допускаемом размерами учебника». Хотя рецензент соглашался с выбором и расположением предметов, рассмотренных в «Очерке», он был не согласен с положением и выражением многих страниц книги. Также в произведении не изложена «тесная и однообразная связь» философских систем между собой, а только помечена, однако рецензент указал, что не стоит упрекать за это краткий очерк.
Первым публичным откликом на публикацию «О задачах…» стала статья самого Николая Страхова «К вопросу о задачах истории философии», которую он опубликовал в том же 1894 году в двух номерах журнала «Вера и разум». В ней он детально анализирует статью своего старшего тёзки, петербургского философа-почвенника, и находит его критические замечания в адрес «Очерка истории философии» малоубедительными, а стремление коллеги ограничиться лишь постановкой вопросов — недостаточным для историка философии. К сожалению, болезнь и смерть в 1896 году старшего Страхова прервала начатую дискуссию.

## Основные сочинения
Главные труды:
- «Брак, рассматриваемый в своей природе и со стороны формы его заключения»
- «О наглядно-звуковом методе обучения грамоте», «Задачи и приёмы обучения чтению»
- «Заслуга греческих философов архаического периода»
- «Очерк истории философии с древнейших времен философии по настоящее время»
- «Философское учение о познании и достоверности познаваемого»
- «Методика Закона Божия» (1882)
- «Древние и современные софисты»
- «О сущности мира физического»

## Награды
Был удостоен таких наград:
- орден Святого Станислава II степени
- орден Святой Анны II степени
- орден Святого Владимира IV степени